# Sargassotångulk
Sargassotångulk, marmorerad sargassoulk eller tångulk (Histrio histrio) är en fisk i ordningen marulkartade fiskar. Den är den enda arten i sitt släkte, Histrio.

## Kännetecken
Sargassotångulken gömmer sig i flytande ansamlingar av sargassotång, ett släkte av brunalger. Fiskens utseende gör den mycket väl kamouflerad. Dess kropp är sammanpressand från sidorna och försedd med flikiga utskott, som tillsammans med dess mycket variabla brunaktiga till ockrafärgade färgteckning får den att smälta in i omgivningen. Bröstfenorna är benliknande och används av fisken för att ta sig fram bland tången. Dess kroppslängd kan uppgå till närmare 20 centimeter.

## Utbredning
Sargassotångulken förekommer i tropiska och subtropiska havsområden över i stort sett hela världen. Om tången den lever i driver iväg med strömmarna kan fisken hittas utanför sitt normala geografiska utbredningsområde.

## Levnadssätt
Sargassotångulken livnär sig på små kräftdjur som räkor och på andra små fiskar. Som många andra tångulkar har den på ryggen en förlängd fenstråle som är försedd med utskott. Med hjälp av denna lockar fisken sina byten att komma tillräckligt nära dess mun för att den skall kunna ta dem.

## Synonymer
Det finns åtskilliga synonymer till Histrio histrio:

- Antenarius mesogallicus, (Valenciennes, 1837) *
- Antennarius barbatulus, (Eydoux & Souleyet, 1850)
- Antennarius gibbus, (Mitchill, 1815)
- Antennarius histrio, (Linné, 1758)
- Antennarius inops, (Poey, 1881)
- Antennarius laevigatus, (Cuvier, 1817)
- Antennarius lioderma, (Bleeker, 1864)
- Antennarius nesogallicus, (Valenciennes, 1837)
- Antennarius nitidus, (Bennett, 1827)
- Antennarius raninus, (Tilesius, 1809)
- Cheironectes laevigatus, (Cuvier, 1817) *
- Cheironectes pictus vittatus, (Richardson, 1844)
- Cheironectes raninus, (Tilesius, 1809)
- Chironectes arcticus, (Düben & Koren, 1846)
- Chironectes barbatulatus, (Eydoux & Souleyet, 1850) *
- Chironectes barbatulus, (Eydoux & Souleyet, 1850)
- Chironectes gibbus, (Mitchill, 1815)
- Chironectes histrio, (Linné, 1758)
- Chironectes laevigatus, (Cuvier, 1817)
- Chironectes nesogallicus, (Valenciennes, 1837)
- Chironectes pictus, (Valenciennes, 1837)
- Chironectes sonntagii, (Müller, 1864)
- Chironectes sontagii, (Müller, 1864) *
- Chironectes tumidus, (Osbeck, 1765)
- Chironectes variegatus, (Rafinesque, 1814)
- Historio gibbus, (Mitchill, 1815) *
- Histrio jagua, (Nichols, 1920)
- Histrio pictus, (Valenciennes, 1837)
- Histrio raninus, (Tilesius, 1809)
- Lophius calico, (Mitchill, 1818)
- Lophius cocinsinensis, (Shaw, 1812)
- Lophius geographicus, (Quoy & Gaimard, 1825)
- Lophius gibba, (Mitchill, 1815) *
- Lophius gibbus, (Mitchill, 1815)
- Lophius histrio, (Linné, 1758)
- Lophius histrio marmoratus, (Bloch & Schneider, 1801)
- Lophius laevigatus, (Cuvier, 1817)
- Lophius laevis, (Latreille, 1804)
- Lophius pelagicus, (Banks, 1962)
- Lophius raninus, (Tilesius, 1809)
- Lophius tumida, (Osbeck, 1765) *
- Lophius tumidus, (Osbeck, 1765)
- Peterophryne gibbo, (Mitchill, 1815) *
- Pterophryne gibba, (Mitchill, 1815)
- Pterophryne historio, (Linné, 1758) *
- Pterophryne histrio, (Linné, 1758)
- Pterophryne laevigata, (Cuvier, 1817)
- Pterophryne laevigatus, (Cuvier, 1817)
- Pterophryne picta, (Valenciennes, 1837)
- Pterophryne ranina, (Tilesius, 1809)
- Pterophryne tumida, (Osbeck, 1765)
- Pterophryne variegatus, (Rafinesque, 1814)
- Pterophrynoides gibbus, (Mitchill, 1815)
- Pterophrynoides histrio, (Linné, 1758)

En * efter namnet indikerar att synonymen har uppkommit på grund av ett stavfel när arten beskrivits.